# Uruguayaans voetbalelftal in 2011
Het Uruguayaans voetbalelftal speelde in totaal zestien interlands in het jaar 2011, waaronder zes wedstrijden tijdens de strijd om de Copa América in Argentinië. Daar won de ploeg van bondscoach Oscar Tabárez de titel door Paraguay in de finale met 3-0 te verslaan. De doelpunten kwamen op naam van het koningskoppel Luis Suárez en Diego Forlán (2). Verdediger Diego Lugano was de enige in 2011 die in alle zestien duels in actie kwam. Op de FIFA-wereldranglijst steeg Uruguay in 2011 van de zevende (januari 2011) naar de vierde plaats (december 2011), de hoogste notering ooit.

## Interlands
|                                                               |                                                   |       |         |                                                                                  |
| 25 maart Vriendschappelijk № 786 «onderlinge duels» 18:00 uur | Estland                                           | 2 – 0 | Uruguay | A. Le Coq Arena, Tallinn Toeschouwers: 6.817 Scheidsrechter: Antti Munukka (FIN) |
| 25 maart Vriendschappelijk № 786 «onderlinge duels» 18:00 uur | Konstantin Vassiljev 61' Vjatšeslav Zahovaiko 65' |       |         | A. Le Coq Arena, Tallinn Toeschouwers: 6.817 Scheidsrechter: Antti Munukka (FIN) |

|                                                               |                                       |       |                                                        |                                                                               |
| 29 maart Vriendschappelijk № 787 «onderlinge duels» 19:45 uur | Ierland                               | 2 – 3 | Uruguay                                                | Aviva Stadium, Dublin Toeschouwers: 25.611 Scheidsrechter: Saïd Ennjimi (FRA) |
| 29 maart Vriendschappelijk № 787 «onderlinge duels» 19:45 uur | Shane Long 15' Keith Fahey 48' (pen.) |       | 12' Diego Lugano 22' Edinson Cavani 40' Abel Hernández | Aviva Stadium, Dublin Toeschouwers: 25.611 Scheidsrechter: Saïd Ennjimi (FRA) |

|                                                             |                                    |       |                    |                                                                                              |
| 29 mei Vriendschappelijk № 788 «onderlinge duels» 20:00 uur | Duitsland                          | 2 – 1 | Uruguay            | Rhein-Neckar-Arena, Sinsheim Toeschouwers: 25.655 Scheidsrechter: Olegário Benquerença (POR) |
| 29 mei Vriendschappelijk № 788 «onderlinge duels» 20:00 uur | Mario Gómez 20' André Schürrle 35' |       | 48' Walter Gargano | Rhein-Neckar-Arena, Sinsheim Toeschouwers: 25.655 Scheidsrechter: Olegário Benquerença (POR) |

|                                                               |                 |       |                |                                                                                          |
| 8 juni Copa Confraternidad № 789 «onderlinge duels» 14:30 uur | Uruguay         | 1 – 1 | Nederland      | Estadio Centenario, Montevideo Toeschouwers: 50.000 Scheidsrechter: Néstor Pittana (ARG) |
| 8 juni Copa Confraternidad № 789 «onderlinge duels» 14:30 uur | Luis Suárez 82' |       | 90' Dirk Kuijt | Estadio Centenario, Montevideo Toeschouwers: 50.000 Scheidsrechter: Néstor Pittana (ARG) |

|                                                                                 |       | strafschoppen                                                           |  |
| Edinson Cavani Abel Hernández Mauricio Victorino Nicolás Lodeiro Álvaro Pereira | 4 – 3 | Robin van Persie Stijn Schaars Luuk de Jong Eljero Elia Johnny Heitinga |  |

|                                                              |                                                                |       |         |                                                                                              |
| 23 juni Vriendschappelijk № 790 «onderlinge duels» 14:30 uur | Uruguay                                                        | 3 – 0 | Estland | Estadio Atilio Paiva Olivera, Rivera Toeschouwers: 22.800 Scheidsrechter: Sául Laverni (ARG) |
| 23 juni Vriendschappelijk № 790 «onderlinge duels» 14:30 uur | Martín Cáceres 12' Mikk Reintam 55' (e.d.) Nicolás Lodeiro 72' |       |         | Estadio Atilio Paiva Olivera, Rivera Toeschouwers: 22.800 Scheidsrechter: Sául Laverni (ARG) |

| Copa América 2011 |
| ----------------- |

|                                                                |                 |       |                    |                                                                                             |
| 4 juli Copa América Groep C № 791 «onderlinge duels» 23:15 uur | Uruguay         | 1 – 1 | Peru               | Estadio del Bicentenario, San Juan Toeschouwers: 25.000 Scheidsrechter: Wilmar Roldán (COL) |
| 4 juli Copa América Groep C № 791 «onderlinge duels» 23:15 uur | Luis Suárez 45' |       | 23' Paolo Guerrero | Estadio del Bicentenario, San Juan Toeschouwers: 25.000 Scheidsrechter: Wilmar Roldán (COL) |

|                                                                |                    |       |                    |                                                                                                 |
| 8 juli Copa América Groep C № 792 «onderlinge duels» 19:15 uur | Uruguay            | 1 – 1 | Chili              | Estadio Malvinas Argentinas, Mendoza Toeschouwers: 45.000 Scheidsrechter: Carlos Amarilla (PAR) |
| 8 juli Copa América Groep C № 792 «onderlinge duels» 19:15 uur | Álvaro Pereira 53' |       | 64' Alexis Sánchez | Estadio Malvinas Argentinas, Mendoza Toeschouwers: 45.000 Scheidsrechter: Carlos Amarilla (PAR) |

|                                                                 |                    |       |        |                                                                                             |
| 12 juli Copa América Groep C № 793 «onderlinge duels» 19:15 uur | Uruguay            | 1 – 0 | Mexico | Estadio Ciudad de La Plata, La Plata Toeschouwers: 40.000 Scheidsrechter: Raúl Orozco (BOL) |
| 12 juli Copa América Groep C № 793 «onderlinge duels» 19:15 uur | Álvaro Pereira 53' |       |        | Estadio Ciudad de La Plata, La Plata Toeschouwers: 40.000 Scheidsrechter: Raúl Orozco (BOL) |

|                                                                     |                     |       |                | |
| 16 juli Copa América Kwartfinale № 794 «onderlinge duels» 19:15 uur | Argentinië          | 1 – 1 | Uruguay        | Estadio Brigadier General López, Santa Fe Toeschouwers: 47.000 Scheidsrechter: Carlos Amarilla (PAR) |
| 16 juli Copa América Kwartfinale № 794 «onderlinge duels» 19:15 uur | Gonzalo Higuaín 18' |       | 6' Diego Pérez | Estadio Brigadier General López, Santa Fe Toeschouwers: 47.000 Scheidsrechter: Carlos Amarilla (PAR) |

|                                                                           |       | strafschoppen                                                        |  |
| Lionel Messi Nicolás Burdisso Carlos Tévez Javier Pastore Gonzalo Higuaín | 4 – 5 | Diego Forlán Luis Suárez Andrés Scotti Walter Gargano Martín Cáceres |  |

|                                                                      |      |                                 |         |                                                                                             |
| 20 juli Copa América Halve finale № 794 «onderlinge duels» 20:45 uur | Peru | 0 – 2                           | Uruguay | Estadio Ciudad de La Plata, La Plata Toeschouwers: 25.000 Scheidsrechter: Raúl Orozco (BOL) |
| 20 juli Copa América Halve finale № 794 «onderlinge duels» 20:45 uur |      | 53' Luis Suárez 58' Luis Suárez |         | Estadio Ciudad de La Plata, La Plata Toeschouwers: 25.000 Scheidsrechter: Raúl Orozco (BOL) |

|                                                                |                                                   |       |          |                                                                                             |
| 24 juli Copa América Finale № 795 «onderlinge duels» 20:00 uur | Uruguay                                           | 3 – 0 | Paraguay | Estadio Monumental, Buenos Aires Toeschouwers: 57.921 Scheidsrechter: Sálvio Fagundes (BRA) |
| 24 juli Copa América Finale № 795 «onderlinge duels» 20:00 uur | Luis Suárez 12' Diego Forlán 42' Diego Forlán 89' |       |          | Estadio Monumental, Buenos Aires Toeschouwers: 57.921 Scheidsrechter: Sálvio Fagundes (BRA) |

|  |  |  |  |  |  |  |  |  |

|                                                                  |                                             |       |                                                         | |
| 2 september Vriendschappelijk № 796 «onderlinge duels» 19:00 uur | Oekraïne                                    | 2 – 3 | Uruguay                                                 | Oblast Sports Complex "Metalist", Charkov Toeschouwers: 33.000 Scheidsrechter: Björn Kuipers (NED) |
| 2 september Vriendschappelijk № 796 «onderlinge duels» 19:00 uur | Andriy Yarmolenko 1' Jevhen Konopljanka 44' |       | 43' Alvaro González 61' Diego Lugano 87' Abel Hernández | Oblast Sports Complex "Metalist", Charkov Toeschouwers: 33.000 Scheidsrechter: Björn Kuipers (NED) |

|                                                              |                                                                     |       |                                            |                                                                                           |
| 7 oktober WK-kwalificatie № 797 «onderlinge duels» 20:00 uur | Uruguay                                                             | 4 – 2 | Bolivia                                    | Estadio Centenario, Montevideo Toeschouwers: 25.500 Scheidsrechter: Víctor Carrillo (PER) |
| 7 oktober WK-kwalificatie № 797 «onderlinge duels» 20:00 uur | Luis Suárez 3' Diego Lugano 25' Edinson Cavani 34' Diego Lugano 71' |       | 17' Rudy Cardozo 87' (pen.) Marcelo Moreno | Estadio Centenario, Montevideo Toeschouwers: 25.500 Scheidsrechter: Víctor Carrillo (PER) |

|                                                               |                   |       |                  |                                                                                                 |
| 11 oktober WK-kwalificatie № 798 «onderlinge duels» 20:00 uur | Paraguay          | 1 – 1 | Uruguay          | Estadio Defensores del Chaco, Asunción Toeschouwers: 12.922 Scheidsrechter: Wilson Seneme (BRA) |
| 11 oktober WK-kwalificatie № 798 «onderlinge duels» 20:00 uur | Richard Ortíz 90' |       | 67' Diego Forlán | Estadio Defensores del Chaco, Asunción Toeschouwers: 12.922 Scheidsrechter: Wilson Seneme (BRA) |

|                                                                |                                                                 |       |       |                                                                                           |
| 11 november WK-kwalificatie № 799 «onderlinge duels» 21:00 uur | Uruguay                                                         | 4 – 0 | Chili | Estadio Centenario, Montevideo Toeschouwers: 40.500 Scheidsrechter: Héctor Baldassi (ARG) |
| 11 november WK-kwalificatie № 799 «onderlinge duels» 21:00 uur | Luis Suárez 42' Luis Suárez 45' Luis Suárez 67' Luis Suárez 74' |       |       | Estadio Centenario, Montevideo Toeschouwers: 40.500 Scheidsrechter: Héctor Baldassi (ARG) |

|                                                                  |        |                        |         |                                                                               |
| 15 november Vriendschappelijk № 800 «onderlinge duels» 19:45 uur | Italië | 0 – 1                  | Uruguay | Stadio Olimpico, Rome Toeschouwers: 33.000 Scheidsrechter: Duarte Gomes (POR) |
| 15 november Vriendschappelijk № 800 «onderlinge duels» 19:45 uur |        | 3' Sebastián Fernández |         | Stadio Olimpico, Rome Toeschouwers: 33.000 Scheidsrechter: Duarte Gomes (POR) |

## FIFA-wereldranglijst
| JAN | FEB | MAR | APR | MEI | JUN | JUL | AUG | SEP | OKT | NOV | DEC |
| --- | --- | --- | --- | --- | --- | --- | --- | --- | --- | --- | --- |
| 7   | 7   | 7   | 7   | 7   | 18  | 5   | 5   | 4   | 4   | 4   | 4   |

## Statistieken
| Fernando Muslera        | 1986-06-16 | Lazio Roma           | 15 | 0  | 0  | 31 | 0  |
| Juan Guillermo Castillo | 1978-04-17 | Colo-Colo            | 1  | 0  | 0  | 13 | 0  |
| Verdediging             |            |                      |    |    |    |    |    |
| Diego Lugano            | 1980-11-02 | Paris Saint-Germain  | 16 | 0  | 4  | 68 | 8  |
| Maximiliano Pereira     | 1984-06-08 | Benfica              | 15 | 0  | 1  | 63 | 1  |
| Martín Cáceres          | 1987-04-07 | Sevilla FC           | 14 | 0  | 1  | 38 | 1  |
| Diego Godín             | 1986-02-16 | Atlético Madrid      | 8  | 1  | 0  | 52 | 3  |
| Sebastián Coates        | 1990-10-07 | Liverpool FC         | 4  | 3  | 0  | 7  | 0  |
| Mauricio Victorino      | 1982-10-11 | Cruzeiro EC          | 4  | 1  | 0  | 18 | 0  |
| Jorge Fucile            | 1984-11-19 | FC Porto             | 1  | 1  | 0  | 34 | 0  |
| Andrés Scotti           | 1975-12-14 | Colo-Colo            | 0  | 4  | 0  | 35 | 1  |
| Middenveld              |            |                      |    |    |    |    |    |
| Egidio Arévalo          | 1982-01-01 | Club Tijuana         | 15 | 0  | 0  | 30 | 0  |
| Diego Pérez             | 1980-05-18 | Bologna FC           | 14 | 0  | 1  | 74 | 1  |
| Álvaro Pereira          | 1985-11-28 | FC Porto             | 11 | 2  | 2  | 37 | 5  |
| Álvaro González         | 1984-10-29 | Lazio Roma           | 6  | 4  | 1  | 21 | 1  |
| Cristian Rodríguez      | 1985-09-30 | FC Porto             | 3  | 4  | 0  | 47 | 4  |
| Gastón Ramírez          | 1990-12-02 | Bologna FC           | 3  | 2  | 0  | 8  | 0  |
| Walter Gargano          | 1984-07-27 | SSC Napoli           | 2  | 4  | 1  | 40 | 1  |
| Nicolás Lodeiro         | 1989-03-21 | Ajax Amsterdam       | 2  | 3  | 1  | 12 | 1  |
| Sebastián Eguren        | 1981-01-08 | Sporting Gijón       | 1  | 13 | 0  | 46 | 6  |
| Juan Albín              | 1986-07-17 | RCD Espanyol         | 0  | 0  | 0  | 0  | 0  |
| Aanval                  |            |                      |    |    |    |    |    |
| Luis Suárez             | 1987-01-24 | Liverpool FC         | 13 | 0  | 10 | 52 | 26 |
| Diego Forlán            | 1979-05-19 | Inter Milan          | 13 | 0  | 3  | 84 | 32 |
| Edinson Cavani          | 1987-02-14 | SSC Napoli           | 11 | 1  | 2  | 36 | 10 |
| Abel Hernández          | 1990-08-08 | US Palermo           | 2  | 5  | 2  | 8  | 3  |
| Sebastián Abreu         | 1976-10-17 | Botafogo FR          | 1  | 4  | 0  | 66 | 27 |
| Sebastián Fernández     | 1985-05-23 | Málaga CF            | 1  | 1  | 1  | 13 | 2  |
| Emiliano Alfaro         | 1988-04-28 | Liverpool Montevideo | 0  | 1  | 0  | 1  | 0  |

AUF · A-internationals · Selecties · Bondscoaches · Uruguayaans vrouwenelftal · Olympisch elftal · Uruguay U21 · Uruguay U20 · Uruguay U19 · Uruguay U18 · Uruguay U17
1900 – 1909 ·
1910 – 1919 ·
1920 – 1929 ·
1930 – 1939 ·
1940 – 1949 ·
1950 – 1959 ·
1960 – 1969 ·
1970 – 1979 ·
1980 – 1989 ·
1990 – 1999 ·
2000 – 2009 ·
2010 – 2019 ·
2020 – 2029
WK 1930 · 
WK 1950 · 
WK 1954 · 
WK 1962 · 
WK 1966 · 
WK 1970 ·
WK 1974 · 
WK 1986 · 
WK 1990 · 
WK 2002 · 
WK 2010 · 
WK 2014 · 
WK 2018
OS 1924 · 
OS 1928 ·
OS 2012
1902 · 
1903 · 
1904 · 
1905 · 
1906 · 
1907 · 
1908 · 
1909 ·
1910 · 
1911 · 
1912 · 
1913 · 
1914 · 
1915 · 
1916 · 
1917 · 
1918 · 
1919 ·
1920 · 
1921 · 
1922 · 
1923 · 
1924 · 
1925 · 
1926 · 
1927 · 
1928 · 
1929 ·
1930 · 
1931 · 
1932 · 
1933 · 
1934 · 
1935 · 
1936 · 
1937 · 
1938 · 
1939 ·
1940 · 
1941 · 
1942 · 
1943 · 
1944 · 
1945 · 
1946 · 
1947 · 
1948 · 
1949 ·
1950 · 
1951 · 
1952 · 
1953 · 
1954 · 
1955 · 
1956 · 
1957 · 
1958 · 
1959 ·
1960 · 
1961 · 
1962 · 
1963 · 
1964 · 
1965 · 
1966 · 
1967 · 
1968 · 
1969 ·
1970 · 
1971 · 
1972 · 
1973 · 
1974 · 
1975 · 
1976 · 
1977 · 
1978 · 
1979 ·
1980 · 
1981 · 
1982 · 
1983 · 
1984 · 
1985 · 
1986 · 
1987 · 
1988 · 
1989 ·
1990 ·
1991 · 
1992 · 
1993 · 
1994 · 
1995 · 
1996 · 
1997 · 
1998 · 
1999 · 
2000 · 
2001 · 
2002 · 
2003 · 
2004 · 
2005 · 
2006 · 
2007 · 
2008 · 
2009 · 
2010 · 
2011 · 
2012 · 
2013 · 
2014 · 
2015 · 
2016 ·
2017 ·
2018 ·
2019 ·
2020 ·
2021 ·
2022 ·
2023 ·
2024
Algerije ·
Angola ·
Argentinië ·
Australië ·
België ·
Bolivia ·
Brazilië ·
Bulgarije ·
Canada ·
Chili ·
China ·
Colombia ·
Costa Rica ·
Cuba ·
DDR ·
Denemarken ·
Duitsland ·
Ecuador ·
Egypte ·
Engeland ·
Estland ·
 Finland ·
Frankrijk ·
Georgië ·
Ghana ·
Guatemala ·
Haïti ·
Honduras ·
Hongarije ·
Ierland ·
India ·
Indonesië ·
Irak ·
Iran ·
Israël ·
Italië ·
Ivoorkust ·
Jamaica ·
Japan ·
Joegoslavië ·
Jordanië ·
Libië ·
Luxemburg ·
Maleisië ·
Mexico ·
Marokko ·
Nederland ·
Nicaragua ·
Nieuw-Zeeland ·
Nigeria ·
Noord-Ierland ·
Noorwegen ·
Oekraïne ·
Oezbekistan ·
Oman ·
Oostenrijk ·
Panama ·
Paraguay ·
Peru ·
Polen ·
Portugal ·
Roemenië ·
Rusland ·
Saarland ·
Saoedi-Arabië ·
Schotland ·
Senegal ·
Servië & Montenegro ·
Singapore ·
Slovenië ·
Sovjet-Unie ·
Spanje ·
Tahiti ·
Thailand ·
Trinidad en Tobago · 
Tsjechië ·
Tsjecho-Slowakije ·
Tunesië · 
Turkije ·
Venezuela ·
Verenigde Arabische Emiraten ·
Verenigde Staten ·
Wales ·
Zuid-Afrika ·
Zuid-Korea ·
Zweden ·
Zwitserland
Argentinië (1986) ·
België (1990) ·
Brazilië (1950) · 
Colombia (2014) ·
Costa Rica (2014) ·
Denemarken (1986) ·
Denemarken (2002) ·
Duitsland (2010) ·
Egypte (2018) ·
Engeland (2014) ·
Frankrijk (2002) ·
Frankrijk (2010) ·
Frankrijk (2018) ·
Ghana (2010) ·
Italië (1990) ·
Italië (2014) ·
Mexico (2010) ·
Nederland (1974) ·
Nederland (2010) ·
Portugal (2018) ·
Rusland (2018) ·
Saoedi-Arabië (2018) ·
Schotland (1986) ·
Senegal (2002) ·
Spanje (1990) ·
West-Duitsland (1986) ·
Zuid-Afrika (2010) ·
Zuid-Korea (1990) ·
Zuid-Korea (2010)